# 次妃邓氏
次妃邓氏，明初秦王朱樉次妃，鄧愈之女。或称偏妃邓氏:91，邓妃。
洪武八年（1375年）十一月，开国功臣鄧愈之女邓氏成为秦王朱樉次妃。这次皇室婚礼中，正副使吏部侍郎张度、工部侍郎孙敏至邓愈家中行纳征礼，邓氏的冠服拟唐、宋二品之制，仪仗视正妃稍减。不传制，不发册，不亲迎。当代研究者指出，在这次婚礼中，邓氏因是次妃，地位低于亲王正妃，但鉴于其父邓愈的政治地位，朱元璋仍给予较高的礼遇，赏赐丰厚:185—186。
洪武十三年（1380年），邓氏生朱樉长子朱尚炳。洪武十七年（1384年），邓氏生次子朱尚烈。洪武十八年（1385年），邓氏生第三子朱尚煜。朱樉女儿中，是否有她所生，无从得知。
1970年刊发的《太祖皇帝钦录》中有朱元璋为儿子秦王朱樉在洪武二十八年（1395年）写下的《諭祭秦王祝文》。朱元璋在祭文中，指责儿子虐待正妃王氏、宠爱次妃邓氏。“偏妃邓氏，因妒忌被责，自缢身死”:91—92。